# Sulino

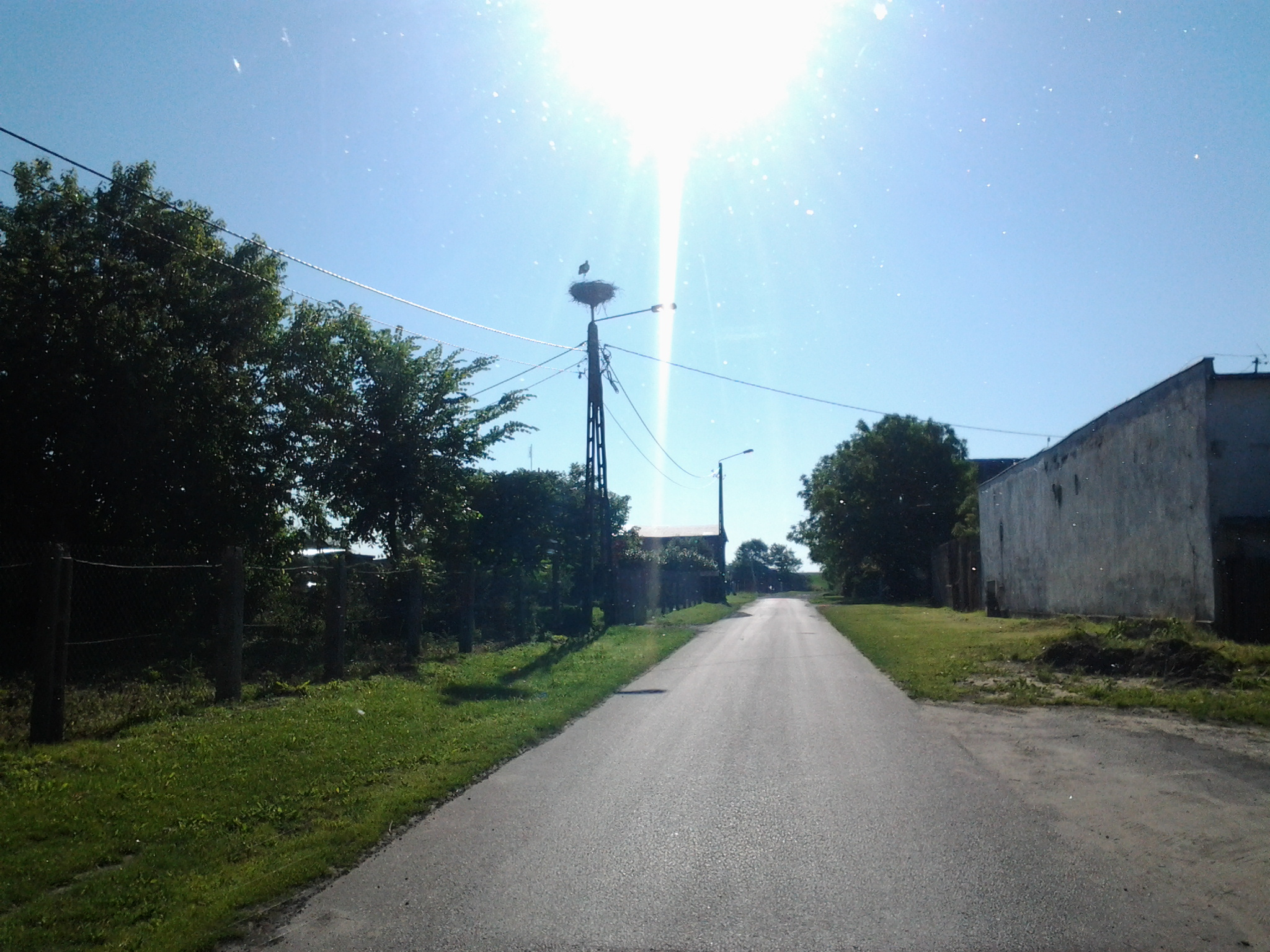
Sulino (2014)

Sulino (deutsch Ebenau) ist ein Dorf im Verwaltungsbezirk  Gmina Choszczno der  polnischen Woiwodschaft Westpommern.
Der Ort liegt in der Neumark,  etwa fünf Kilometer nördlich  der Stadt Choszczno (Arnswalde) und 60 Kilometer östlich der regionalen Metropole Stettin (Szczecin).
Die Region wurde nach Ende des Zweiten Weltkriegs
unter polnische Verwaltung gestellt. 